# اليوم العالمي للسرطان
اليوم العالمي للسرطان هو تظاهرة سنوية ينظمها الاتحاد الدولي لمكافحة السرطان لرفع الوعي العالمي من مخاطر مرض السرطان، وذلك عبر الوقاية وطرق الكشف المبكر للمرض والعلاج. ويعتبر مرض السرطان أكبر المشكلات الصحية التي تواجه العالم، كما يعتبر أهم أسباب الوفاة على الصعيد العالمي.

## الوقاية
وترى المنظمة أنه بالإمكان الوقاية من نحو 40% من حالات السرطان وذلك عبر:
- توفير بيئة صحية خالية من الدخان للأطفال.
- أن تكون نشطا حركيا، وتأكل طعاما متوازنا، صحيا محتوي على سعرات حرارية منخفضة، وتجنب السمنة بدأ من مرحلة الطفولة.
- حاول معرفة المزيد عن اللقاحات الخاصة بفيروسات أمراض مثل سرطان الكبد وسرطان عنق الرحم.
- تجنب التعرض المباشر لأشعة الشمس.

## حملة 2009
في اليوم العالمي للسرطان الموافق 4 فبراير من كل عام أطلق الاتحاد الدولي لمكافحة السرطان شعار « أحب طفولتي النشطة والصحية» وهو استمرار لشعار حملة «أطفال اليوم، عالم الغد». حيث تزداد نسبة قلة النشاط وزيادة الوزن وتناول الأطعمة الضارة على مستوى العالم بين البالغين والأطفال.

## عناوين اليوم العالمي
في عام 2016م، تم اطلاق إستراتيجية إعلامية تمتد لمدة 3 سنوات، وتحمل الحملة عنوان «نحن نستطيع، أنا أستطيع»، والذي يمثل القوة الكامنة في الاتحاد لمكافة السرطان بشتى أنواعه، في القائمة التالية عناوين الحملات على مر السنين:
| السنة     | عنوان الحملة               |
| --------- | -------------------------- |
| 2019-2021 | أنا.. سأفعل                |
| 2016-2018 | نحن نستطيع، أنا أستطيع     |
| 2015      | في متناولنا                |
| 2014      | تصحيح المعتقدات الخاطئة    |
| 2013      | السرطان.. هل عرفته؟        |
| 2012      | لنقم بشيء معًا              |
| 2011      | السرطان.. يمكن الوقاية منه |